# 10236 Aayushkaran
A 10236 Aayushkaran (ideiglenes jelöléssel (10236) 1998 QA93) a Naprendszer kisbolygóövében található aszteroida. A LINEAR program keretében fedezték fel 1998. augusztus 28-án.

## Kapcsolódó szócikk
- Kisbolygók listája (10001–10500)